# Ägyptische Frauen-Handballnationalmannschaft
Die ägyptische Frauen-Handballnationalmannschaft vertritt Ägypten bei internationalen Turnieren im Frauenhandball.

## Geschichte
Die ägyptische Frauennationalmannschaft spielt seit mindestens 1974 Handball. Zwischen 1994 und 2004 sowie zwischen 2012 und 2022 spielten sie kein Spiel. Sie spielten ihr erstes Spiel nach 10 Jahren Pause im Vierländerturnier in Spanien gegen die Schweiz am 28. Oktober 2022. Zuvor spielten sie ein Vorbereitungsspiel gegen al Zamalek SC, welches sie 28:20 gewannen.

## Afrikameisterschaften
| Jahr | Gastgeberland       | Teilnahme bis…          | Ergebnis                     | Rang                    |
| ---- | ------------------- | ----------------------- | ---------------------------- | ----------------------- |
| 1974 | Tunesien            | Platzierungsrunde       | Disqualifiziert              | Disqualifiziert         |
| 1976 | Algerien            | Keine Teilnahme         | Keine Teilnahme              | Keine Teilnahme         |
| 1979 | Volksrepublik Kongo | Keine Teilnahme         | Keine Teilnahme              | Keine Teilnahme         |
| 1981 | Tunesien            | Spiel um Platz 5        | Algerien 12:9 Ägypten        | 6. Platz                |
| 1983 | Ägypten             | Spiel um Platz 7        | Algerien 25:20 Ägypten       | 8. Platz                |
| 1985 | Angola              | Platzierungsrunde       | Ägypten 5 Punkte             | 7. Platz                |
| 1987 | Marokko             | Spiel um Platz 5        | Angola 20:17 Ägypten         | 6. Platz                |
| 1989 | Algerien            | Spiel um Platz 5        | Ägypten 15:14 Angola         | 5. Platz                |
| 1991 | Ägypten             | Platzierungsrunde       | Ägypten 2 Punkte             | 7. Platz                |
| 1992 | Elfenbeinküste      | Rückzug vor dem Turnier | Rückzug vor dem Turnier      | Rückzug vor dem Turnier |
| 1994 | Tunesien            | Keine Teilnahme         | Keine Teilnahme              | Keine Teilnahme         |
| 1996 | Benin               | Keine Teilnahme         | Keine Teilnahme              | Keine Teilnahme         |
| 1998 | Südafrika           | Keine Teilnahme         | Keine Teilnahme              | Keine Teilnahme         |
| 2000 | Algerien            | Keine Teilnahme         | Keine Teilnahme              | Keine Teilnahme         |
| 2002 | Marokko             | Keine Teilnahme         | Keine Teilnahme              | Keine Teilnahme         |
| 2004 | Ägypten             | Spiel um Platz 5        | Republik Kongo 32:20 Ägypten | 6. Platz                |
| 2006 | Tunesien            | Keine Teilnahme         | Keine Teilnahme              | Keine Teilnahme         |
| 2008 | Angola              | Keine Teilnahme         | Keine Teilnahme              | Keine Teilnahme         |
| 2010 | Ägypten             | Spiel um Platz 5        | Ägypten 26:29 Republik Kongo | 6. Platz                |
| 2012 | Marokko             | Spiel um Platz 9        | Ägypten 32:12 Marokko        | 9. Platz                |
| 2014 | Algerien            | Keine Teilnahme         | Keine Teilnahme              | Keine Teilnahme         |
| 2016 | Angola              | Keine Teilnahme         | Keine Teilnahme              | Keine Teilnahme         |
| 2018 | Republik Kongo      | Keine Teilnahme         | Keine Teilnahme              | Keine Teilnahme         |
| 2021 | Kamerun             | Keine Teilnahme         | Keine Teilnahme              | Keine Teilnahme         |
| 2022 | Senegal             | Zukünftiges Turnier     | Zukünftiges Turnier          | Zukünftiges Turnier     |

## Spiele seit 2022
| Nr. | Datum               | Ergebnis      | Gegner         |   | Austragungsort                          | Anlass                       | Bemerkungen |
| --- | ------------------- | ------------- | -------------- | - | --------------------------------------- | ---------------------------- | ----------- |
| 1   | 28. Okt. 2022 19:00 | 28:37 (13:22) | Schweiz        | * | Torrevieja, Palacio de los Deportes     | Vierländerturnier in Spanien |             |
| 2   | 29. Okt. 2022 18:00 | 23:34 (11:19) | Spanien        | A | Torrevieja, Palacio de los Deportes     | Vierländerturnier in Spanien |             |
| 3   | 30. Okt. 2022 11:00 | 24:27 (10:13) | Tunesien       | * | Torrevieja, Palacio de los Deportes     | Vierländerturnier in Spanien |             |
| 4   | 1. Nov. 2022 19:00  | 24:37 (09:16) | Tschechien     | A | Cheb, Městská sportovní hala Lokomotiva | O Štít města Chebu           |             |
| 5   | 2. Nov. 2022 17:00  | 21:30 (07:15) | Norwegen       | * | Cheb, Městská sportovní hala Lokomotiva | O Štít města Chebu           |             |
| 6   | 10. Nov. 2022 12:00 | 20:21 (09:11) | Republik Kongo | * | Dakar, Dakar Arena                      | AM-Vorrunde                  |             |
| 7   | 11. Nov. 2022 16:00 | 22:21 (11:09) | Tunesien       | * | Dakar, Dakar Arena                      | AM-Vorrunde                  |             |
| 8   | 13. Nov. 2022 12:00 | –             | Marokko        | * | Dakar, Dakar Arena                      | AM-Vorrunde                  |             |
| 9   | 14. Nov. 2022 12:00 | –             | Guinea         | * | Dakar, Dakar Arena                      | AM-Vorrunde                  |             |

## Weitere Spiele
| Datum              | Ergebnis      | Gegner        |   | Austragungsort                          | Anlass             | Bemerkungen |
| ------------------ | ------------- | ------------- | - | --------------------------------------- | ------------------ | ----------- |
| Okt. 2022          | 28:20         | al Zamalek SC | ? | Agypten                                 |                    |             |
| 3. Nov. 2022 17:00 | 20:15 (12:08) | SU Neckarsulm | * | Cheb, Městská sportovní hala Lokomotiva | O Štít města Chebu |             |